# Жоркибол
Жоркибол — формат футбола 2 на 2. Игра происходит в кабине с искусственным покрытием. У игроков есть возможность использовать стены и потолок для того, чтобы сделать пас, дриблинг или забить гол. Как и в футболе, игра руками запрещается.

## История
Жоркибол был придуман французом Жилем Панье 1987 года в собственном гараже в Лионе, Франция. Впервые перед большой аудиторией жоркибол был сыгран в рамках развлекательной программы на Чемпионате мира по футболу 1990. Это способствовало популярности и развитию игры. 
Турниры по жоркиболу проводятся во Франции, Италии, Португалии, Канаде, Венгрии, Польше, Бельгии, Швейцарии, Японии, Мексике, Израиле.

## Правила
Жоркибольный матч состоит из сетов до двух побед. Победителем в сете считается та команда, которая первой забила 7 голов. Каждая команда состоит из двух игроков — защитника и нападающего. Нападающий может перемещаться по всему полю за исключением зоны ввода мяча команды-соперницы. Защитник не имеет права пересекать свою половину поля. После каждого сета игроки меняют позиции.
Размер мяча — гандбольный.

## Параметры площадки
Жоркибольная площадка имеет форму параллелепипеда с размерами:
- Длина: 9,80 м
- Ширина: 4,80 м
- Высота: 2,70 м
- Размер ворот: 110 x 110 см

## Ссылка
- Международная федерация жоркибола